# 涅夫捷尤甘斯克區

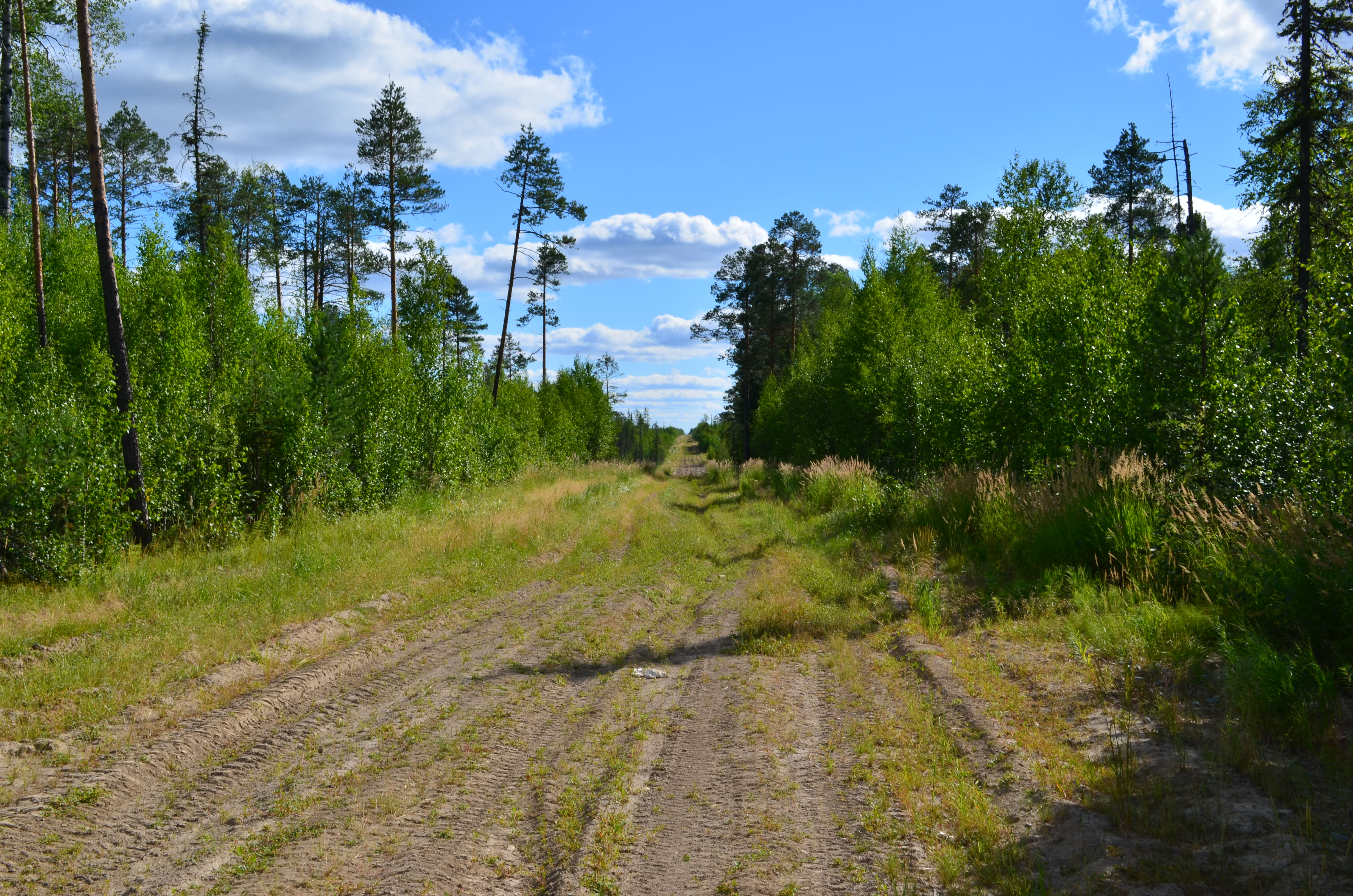

61°06′N 72°36′E / 61.100°N 72.600°E
涅夫捷尤甘斯克區（俄语：Нефтеюганский район），是俄羅斯的一個區，位於該國中部，由漢特-曼西自治區負責管轄，面積24,550平方公里，2010年人口44,815，人口密度每平方公里1.83人。